# 다이라 도모히로
다이라 도모히로(일본어: 平 智広, 1990년 5월 10일 ~ )는 일본의 축구 선수이다.

## 구단 경력
그는 2014년부터 J리그의 FC 마치다 젤비아, 도쿄 베르디에서 뛰었다.